# Вьентьян (префектура)
Вьентья́н (лаос. ວຽງຈັນ, Виангтян) — единица административного деления Лаоса, включающая город Вьентьян. Создана в 1989.

## Административное деление
Префектура Вьентьян делится на следующие районы (выделенные жирным шрифтом являются районами города Вьентьян):
1. Тянтхабури (1-01)
2. Сикхоттабонг (1-02)
3. Сайсетха (1-03)
4. Сисаттанак (1-04)
5. Насайтхонг (1-05)
6. Сайтхани (1-06)
7. Хадсайфонг (1-07)
8. Сангтхонг (1-08)
9. Майпакнгум (1-09)